# ميلدريد بارنارد
ميلدريد بارنارد (بالإنجليزية: Mildred Barnard)‏ هي رياضياتية أسترالية، ولدت في 5 أغسطس 1908 في ملبورن في أستراليا، وتوفيت في 9 مارس 2000 في بريزبان في أستراليا.